# Journal of the American Statistical Association
Journal of the American Statistical Association (JASA) — наиболее престижный журнал, издаваемый
Американской статистической ассоциацией, главное профессиональное издание американских статистиков. Выходит 4 раза в год.
По величине импакт-фактора в 2018 году журнал занимает 7-е место в категории «Статистика и теория вероятности» списка «Journal Citation Reports».
Согласно данным опроса статистиков за 2003 год, JASA был признан одним из самых качественных журналов по статистике.